# Asienspiele 2022/Fechten
Bei den Asienspielen 2022 wurden vom 24. bis 29. September 2023 insgesamt zwölf Wettbewerbe im Fechten ausgetragen, davon je sechs bei den Männern und bei den Frauen. Austragungsort war die Dianzi-Universität Hangzhou.
Erfolgreichste Nation war Südkorea, dessen Sportler sechs der zwölf Wettbewerbe gewannen und darüber hinaus jeweils drei Silber- und Bronzemedaillen gewannen. Den Südkoreanern Oh Sang-uk und Choi In-jeong und dem Japaner Kōki Kanō gelang es jeweils, sowohl im Einzel als auch im Mannschaftswettbewerb die Goldmedaille zu gewinnen.

## Bilanz

### Medaillenspiegel
| Platz  | Land       | Gold | Silber | Bronze | Gesamt |
| ------ | ---------- | ---- | ------ | ------ | ------ |
| 1      | Südkorea   | 6    | 3      | 3      | 12     |
| 2      | China      | 2    | 4      | 2      | 8      |
| 3      | Japan      | 2    | 3      | 5      | 10     |
| 4      | Hongkong   | 1    | 1      | 7      | 9      |
| 5      | Usbekistan | 1    | —      | 2      | 3      |
| 6      | Kasachstan | —    | 1      | 2      | 3      |
| 7      | Iran       | —    | —      | 2      | 2      |
| 8      | Kuwait     | —    | —      | 1      | 1      |
| Gesamt | Gesamt     | 12   | 12     | 24     | 48     |

### Medaillengewinner
Männer
| Disziplin          | Gold                                                    | Silber                                                                      | Bronze                                                                           | Bronze                                                                                 |
| ------------------ | ------------------------------------------------------- | --------------------------------------------------------------------------- | -------------------------------------------------------------------------------- | -------------------------------------------------------------------------------------- |
| Degen              | Kōki Kanō                                               | Akira Komata                                                                | Ho Wai Hang Elmir Alimschanow                                                    | Ho Wai Hang Elmir Alimschanow                                                          |
| Florett            | Cheung Ka Long                                          | Chen Haiwei                                                                 | Takahiro Shikine Ryan Choi                                                       | Takahiro Shikine Ryan Choi                                                             |
| Säbel              | Oh Sang-uk                                              | Gu Bon-gil                                                                  | Mohammad Rahbari Yousiff Al-Shamlan                                              | Mohammad Rahbari Yousiff Al-Shamlan                                                    |
| Degen Mannschaft   | JapanKōki Kanō Masaru Yamada Akira Komata Ryū Matsumoto | KasachstanElmir Alimschanow Ruslan Kurbanow Wadim Scharlaimow Jerlik Sertai | HongkongHo Wai Hang Lau Ho Fung Fong Hoi Sun Ng Ho Tin                           | SüdkoreaKweon Young-jun Kim Jae-won Son Tae-jin Ma Se-geon                             |
| Florett Mannschaft | SüdkoreaHa Tae-gyu Heo Jun Im Cheol-woo Lee Kwang-hyun  | ChinaChen Haiwei Wu Bin Xu Jie Zeng Zhaoran                                 | HongkongCheung Ka Long Ryan Choi Nicholas Choi Yeung Chi Ka                      | JapanKazuki Iimura Kyōsuke Matsuyama Takahiro Shikine Kenta Suzumuro                   |
| Säbel Mannschaft   | SüdkoreaGu Bon-gil Kim Jung-hwan Kim Jun-ho Oh Sang-uk  | ChinaLiang Jianhao Lin Xiao Shen Chenpeng Yan Yinghui                       | IranFarzad Baher Arasbaran Ali Pakdaman Mahmud Fotuhi Firuzabad Mohammad Rahbari | KasachstanSchanat Nabijew Muchamedali Rachmanali Artjom Sarkissjan Nasarbai Sattarchan |

Frauen
| Disziplin          | Gold                                                                                     | Silber                                                         | Bronze                                                    | Bronze                                                  |
| ------------------ | ---------------------------------------------------------------------------------------- | -------------------------------------------------------------- | --------------------------------------------------------- | ------------------------------------------------------- |
| Degen              | Choi In-jeong                                                                            | Song Se-ra                                                     | Vivian Kong Dilnaz Murzataeva                             | Vivian Kong Dilnaz Murzataeva                           |
| Florett            | Huang Qianqian                                                                           | Yūka Ueno                                                      | Daphne Chan Hong Se-na                                    | Daphne Chan Hong Se-na                                  |
| Säbel              | Yoon Ji-su                                                                               | Shao Yaqi                                                      | Seri Ozaki Zaynab Dayibekova                              | Seri Ozaki Zaynab Dayibekova                            |
| Degen Mannschaft   | SüdkoreaChoi In-jeong Kang Young-mi Lee Hye-in Song Se-ra                                | HongkongChan Wai Ling Chu Ka Mong Kaylin Hsieh Vivian Kong     | JapanHaruna Baba Hana Saitō Nozomi Satō Miho Yoshimura    | ChinaShi Yuexin Sun Yiwen Tang Junyao Xu Nuo            |
| Florett Mannschaft | ChinaChen Qingyuan Huang Qianqian Wang Yingying Wang Yuting                              | SüdkoreaChae Song-oh Hong Hyo-jin Hong Se-na Hong Seo-in       | HongkongDaphne Chan Valerie Cheng Kuan Yu Ching Sophia Wu | JapanSera Azuma Komaki Kikuchi Karin Miyawaki Yūka Ueno |
| Säbel Mannschaft   | UsbekistanZaynab Dayibekova Luisa Fernanda Herrera Lara Paola Pliego Gulistan Perdebaeva | JapanMisaki Emura Shihomi Fukushima Seri Ozaki Kanae Kobayashi | ChinaYang Hengyu Shao Yaqi Zhang Xinyi Lin Kesi           | SüdkoreaHong Hae-un Choi Se-bin Yoon Ji-su Jeon Eun-hye |